# فرخنده گوش‌نارنجی
فرخنده گوش‌نارنجی (نام علمی: Chlorochrysa calliparaea) نام یک گونه از خانواده فرخنده است.